# Nadja og de 170 kilo
Nadja og de 170 kilo er en dansk dokumentarserie fra 2020, som følger Nadja Engsig, som vejer 170 kilo og er svært overvægtig i behandling for tvangsoverspisning med Lisbeth Zornig som vært.  Programmet følger Nadja på rejsen mod en en egentlig diagnose og erkendelse af sin situation. Serien blev oprindeligt vist på TV2 i 2020, og er produceret af Impact TVApS.

## Handling
Serien er på tre afsnit og følger i et år Nadja Engsigs kamp mod vægten . Programmet følger hvorledes Nadjas lidelse ikke blot er en kamp mod de fysiske kilo, men også kamp med og mod psyken. I programmet optræder psykolog Lene Meyer, der stiller diagnosen Binge Eating Disorder(BED) . BED er en behandlingskrævende spiseforstyrrelse, også kaldet tvangsoverspisning .